# Sermão do Bom Ladrão
Sermão do Bom Ladrão foi um sermão proferido em 1655 pelo Padre António Vieira. Nele, Vieira critica "a arte de roubar", mostrando ao povo português como funcionava a roubalheira no Brasil-colônia. O padre, indignado, compara o pequeno ladrão que rouba para comer, do grande ladrão que rouba impérios. 
Trechos importantes do sermão:
"Os outros ladrões roubam um homem, estes roubam cidades e reinos: os outros furtam debaixo do seu risco, estes sem temor, nem perigos: os outros se furtam, são enforcados, estes furtam e enforcam."
"Quantas vezes se viu em Roma ir a enforcar um ladrão por ter furtado um carneiro, e no mesmo dia ser levado em triunfo um cônsul ou ditador por ter roubado uma província." 